# Yongtai (köpinghuvudort i Kina, Jiangxi Sheng, lat 27,94, long 115,44)
Yongtai är en köpinghuvudort i Kina. Den ligger i provinsen Jiangxi, i den sydöstra delen av landet, omkring 93 kilometer sydväst om provinshuvudstaden Nanchang. Antalet invånare är 15 976. Befolkningen består av 7 694 kvinnor och 8 282 män. Barn under 15 år utgör 19,0 %, vuxna 15-64 år 73 %, och äldre över 65 år 7,0 %.
Runt Yongtai är det ganska tätbefolkat, med 239 invånare per kvadratkilometer. Närmaste större samhälle är Sanhu, 2,5 km sydväst om Yongtai. Trakten runt Yongtai består till största delen av jordbruksmark.
Genomsnittlig årsnederbörd är 2 066 millimeter. Den regnigaste månaden är juni, med i genomsnitt 330 mm nederbörd, och den torraste är oktober, med 24 mm nederbörd.